# ساندویچ، کنت
latitudeساندویچ، کنتlongitudeساندویچ، کنت
ساندویچ، کنت (به انگلیسی: Sandwich, Kent) یک منطقهٔ مسکونی در انگلستان است که در جنوب شرقی انگلستان واقع شده‌است.

## خصوصیات
ساندویچ ۴٬۹۸۵ نفر جمعیت دارد.